# Corey Yuen
Corey Yuen Kwai (Chinees: 元奎,  Hanyu pinyin: Yuán Kuí) geboren als Ying Gang-ming (Chinees: 殷元奎) (Hongkong, 16 december 1951) is een filmregisseur en actiechoreograaf uit Hongkong. 
Hij heeft ook gewerkt als stuntman, acteur, scenarioschrijver en filmproducent.

## Biografie
Corey Yuen werd geboren in Hongkong. Hij zat samen met Jackie Chan, Sammo Hung en Yuen Biao op Sifu Yu Jim Yuens 'Chinees Drama en Opera Academie'. Nadat hij zijn studie had afgerond, nam hij de naam Yuen aan, om zijn leraar te eren. Hij begon zijn loopbaan als acteur. In 1972 had hij een klein rolletje als Japans vechter in Bruce Lees 'Fist of Fury'. Hij werd bekend door zijn sterke vechtscènes in 'Dance of the Drunken Mantis' (1979). Vanaf 1973 verzorgde hij de gevechtschoreografie in meer dan 50 films, waaronder 'Zu Warriors', 'Kap ba ba dik sung' (in de Verenigde Staten uitgebracht als 'The Enforcer'), 'Lethal Weapon 4', 'X-Men', 'Romeo Must Die', 'The One' en 'Bulletproof Monk'. In 1982 regisseerde hij zijn eerste film 'Ninja in the Dragon's Den'. In 1985 ging hij naar Amerika om de film 'No Retreat, No Surrender' te maken, ook wel bekend als 'Karate Tiger', die de doorbraak betekende van Jean-Claude Van Damme. Met Michelle Yeoh en Cynthia Rothrock maakte hij de in Azië zeer succesvolle film 'Yes, Madam', ook wel bekend als 'Police Assassins'. Hij werkte met acteurs als Stephen Chow, Jackie Chan, Jet Li, Sammo Hung en vele anderen. 
Hij is ook wel bekend onder de namen Yuan Kui, Yuen Kuei, Yuen Fooi, Yuen Fui en Yuen Kwai.
Hij won een Golden Horse Award voor de actiechoreografie in Fong Sai-Yuk (1993) en Thunderbolt (1995). Voor Fong Sai Yuk won hij in 1994 ook een Hong Kong Film Award.

## Filmografie

### Regie
- 1981 - Game of Death II (co-regie)
- 1982 - Ninja in the Dragon's Den (ook actiechoreografie, schrijver)
- 1985 - Yes, Madam (ook actiechoreografie)
- 1986 - No Retreat, No Surrender
- 1986 - Righting Wrongs (ook actiechoreografie, acteur, producent)
- 1988 - Dragons Forever
- 1988 - In the Blood (ook acteur)
- 1988 - Karate Tiger 2
- 1990 - All for the Winner (ook actiechoreografie, acteur)
- 1990 - She Shoots Straight (ook actiechoreografie, acteur)
- 1991 - Savior of the Soul (ook acteur)
- 1991 - Top Bet (ook actiechoreografie, acteur, producent)
- 1992 - Fist of Fury 1991 II (ook actiechoreografie, producent)
- 1992 - Ghost Punting (ook actiechoreografie)
- 1992 - Savior of the Soul II (ook acteur)
- 1993 - Fong Sai-Yuk (ook actiechoreografie)
- 1993 - Fong Sai-Yuk II (ook actiechoreografie, acteur)
- 1993 - Women on the Run (ook acteur, producent)
- 1994 - The Bodyguard from Beijing (ook actiechoreografie)
- 1995 - Kap ba ba dik sung (ook actiechoreografie, acteur)
- 1995 - Meltdown
- 1997 - Hero (ook actiechoreografie, acteur, schrijver)
- 1997 - Black Rose II
- 1997 - Mahjong Dragon
- 1998 - Enter the Eagles
- 2001 - The Avenging Fist (ook actiechoreografie)
- 2002 - So Close (ook actiechoreografie)
- 2002 - The Transporter (ook actiechoreografie)
- 2004 - The Huadu Chronicles: Blade of the Rose (co-regie, ook actiechoreografie)
- 2006 - DOA: Dead or Alive (ook actiechoreografie)

### Actiechoreografie
- 1973 - Cub Tiger from Kwantung
- 1977 - Heroes of Shaolin (ook acteur)
- 1977 - Instant Kung Fu Man (ook acteur)
- 1977 - The Invincible Armour (ook acteur)
- 1977 - The Secret Rivals 2 (assistent-actiechoreografie)
- 1978 - 7 Grandmasters (ook acteur)
- 1978 - Drunken Master
- 1978 - Snake in the Eagle's Shadow (assistent-actiechoreografie)
- 1979 - Crystal Fist
- 1979 - The Dragon and the Tiger Kids
- 1980 - Ring of Death (ook acteur)
- 1980 - The Buddha Assassinator (ook acteur)
- 1980 - We're Going to Eat You (ook acteur)
- 1981 - Hit Man in the Hand of Buddha (ook acteur)
- 1981 - Game of Death II (assistent-actiechoreografie, ook acteur)
- 1982 - Dragon Lord
- 1982 - Ninja in the Dragon's Den (ook schrijver, regie)
- 1983 - Zu Warriors of the Magic Mountain (ook acteur)
- 1984 - Aces Go Places: Our Man from Bond Street
- 1985 - Heart of the Dragon (action director, actor)
- 1985 - Yes, Madam (ook regie)
- 1986 - Righting Wrongs (ook regie, acteur, producent)
- 1987 - Eastern Condors (ook acteur)
- 1989 - Blonde Fury (ook producent)
- 1989 - Lost Souls
- 1990 - All for the Winner (ook acteur, regie)
- 1990 - Mortuary Blues (ook acteur, producent)
- 1990 - She Shoots Straight (ook acteur, regie)
- 1991 - Fist of Fury 1991 (ook acteur, producent)
- 1991 - Lee Rock
- 1991 - Lee Rock II
- 1991 - Legend of the Dragon (ook acteur)
- 1991 - Magnificent Scoundrels (ook acteur)
- 1991 - Legend of the Dragon (ook acteur)
- 1992 - Angel Hunter
- 1992 - Operation Scorpio
- 1992 - The Moon Warriors
- 1994 - The New Legend of Shaolin
- 1995 - High Risk
- 1995 - Kap ba ba dik sung (ook acteur, regie)
- 1998 - Lethal Weapon 4
- 1998 - Timeless Romance
- 2000 - X-Men
- 2000 - Romeo Must Die
- 2001 - Kiss of the Dragon
- 2001 - The One
- 2003 - Bulletproof Monk
- 2003 - Cradle 2 the Grave
- 2004 - Yakuza
- 2004 - Twins Effect 2
- 2005 - A Chinese Tall Story
- 2007 - Rogue

### Acteur
- 1972 - Tough Guy
- 1972 - Brutal Boxer
- 1972 - Fist of Fury
- 1972 - Hapkido
- 1972 - Lady Kung Fu
- 1972 - Intimate Confessions of a Chinese Courtesan
- 1973 - Chinese Hercules
- 1973 - Death Blow
- 1973 - None But the Brave
- 1974 - Challenge of the Dragon
- 1974 - Naughty! Naughty!
- 1974 - Super Kung Fu Kid
- 1974 - The Tournament
- 1974 - Wits to Wits
- 1974 - The Shadow Boxer
- 1975 - The Man from Hong Kong
- 1975 - The Valiant Ones
- 1975 - The Young Dragons
- 1976 - Bruce Lee and I
- 1976 - Killer Clans
- 1976 - Oily Maniac
- 1976 - The Criminals
- 1976 - The Drug Connection
- 1976 - The Himalayan
- 1976 - The Magic Blade
- 1976 - The Web of Death
- 1977 - Battle Wizard
- 1977 - Broken Oath
- 1977 - Clans of Intrigue
- 1977 - Deadly Angels
- 1977 - Death Duel
- 1977 - Heroes of Shaolin
- 1977 - Instant Kung Fu Man
- 1977 - Jade Tiger
- 1977 - Last Strike
- 1977 - Snuff Bottle Connection
- 1977 - The Mighty Peking Man
- 1977 - The Fatal Flying Guillotines
- 1977 - The Invincible Armour
- 1977 - The Secret Rivals 2
- 1977 - To Kill a Jaguar
- 1978 - 7 Grandmasters
- 1978 - Born Invincible
- 1978 - Soul of the Sword
- 1978 - Swordsman and Enchantress
- 1979 - Dance of the Drunken Mantis
- 1980 - Ring of Death
- 1980 - Six Directions of Boxing
- 1980 - The Buddha Assassinator
- 1980 - We're Going to Eat You
- 1981 - Hit Man in the Hand of Buddha
- 1981 - Game of Death II
- 1982 - Pearls of the Sentimental Swordsman
- 1983 - Zu Warriors of the Magic Mountain
- 1985 - Heart of the Dragon
- 1986 - Millionaire's Express
- 1986 - Righting Wrongs
- 1986 - Where's Officer Tuba
- 1987 - Eastern Condors
- 1987 - Mr. Vampire III
- 1988 - Couples, Couples, Couples
- 1988 - In the Blood
- 1988 - Spooky, Spooky
- 1988 - Three Against the World
- 1989 - Pedicab Driver
- 1989 - The Iceman Cometh
- 1990 - All for the Winner
- 1990 - License to Steal
- 1990 - Mortuary Blues
- 1990 - She Shoots Straight
- 1990 - The Nocturnal Demon
- 1991 - Fist of Fury 1991
- 1991 - Gambling Ghost
- 1991 - Legend of the Dragon
- 1991 - Magnificent Scoundrels
- 1991 - Savior of the Soul
- 1991 - The Raid
- 1991 - Bury Me High
- 1991 - Legend of the Dragon
- 1992 - Savior of the Soul II
- 1993 - Fong Sai-Yuk II
- 1993 - Women on the Run
- 1995 - Thunderbolt
- 1995 - The Saint of the Gamblers
- 1995 - Kap ba ba dik sung
- 1997 - Hero
- 2002 - The Art of Action - documentaire (als zichzelf)